# Myiodexia deserticola
Myiodexia deserticola là một loài ruồi trong họ Tachinidae.